# Kirig
Kirig is een bestuurslaag in het regentschap Kudus van de provincie Midden-Java, Indonesië. Kirig telt 4324 inwoners (volkstelling 2010).